# Friedrich Georg Berni
Friedrich Georg Berni (* 5. März 1900 in Pirmasens; † 20. Februar 1946 in Altenglan), genannt Fritz Berni, war ein deutscher Nationalsozialist. Er war Mitglied der NSDAP und der SS. Er war von 1929 bis 1931 SS-Standartenführer. Trotz massiver Alkoholprobleme und mehrerer Verfehlungen, unter anderem die versehentliche Tötung eines Parteigenossen, erhielt er als Alter Kämpfer 1942 das Goldene Parteiabzeichen der NSDAP zurück.

## Leben
Berni wuchs als Sohn eines Elektrotechnikers in Pirmasens auf. Von 1906 bis 1913 besuchte er dort die Volksschule. Anschließend lernte er zunächst Bauschlosser, dann Elektriker. 1924 arbeitete er im Telefonamt von Pirmasens, später war er Chauffeur beim dortigen Bezirksamt.
Während der Rheinlandbesetzung war Berni im Februar 1924 am Sturm auf das Pirmasenser Bezirksamt beteiligt, das von Pfälzer Separatisten besetzt war. Dabei kamen 15 Separatisten und 7 der Angreifer ums Leben. Nach der Stürmung des Gebäudes flüchtete Berni nach Heidelberg, wo sich damals eine Stelle der bayerischen Regierung befand, die Abwehrgruppen gegen die Separatisten mit Waffen ausrüstete.
Berni war bereits 1922 Mitglied der NSDAP-Ortsgruppe in Pirmasens geworden; er trat der neu gegründeten Partei zum 7. November 1925 erneut bei (Mitgliedsnummer 23.270). Am 10. August 1926 trat er in die SS ein (SS-Nummer 178) und gründete den SS-Sturm Pirmasens, der bis 1929 der einzige SS-Sturm der Pfalz geblieben sein soll. Innerparteilich war er in einen Streit mit Ernst Ludwig Leyser verwickelt. Dieser nahm ebenfalls für sich in Anspruch, den ersten SS-Sturm der Pfalz gegründet zu haben, und zwar am 28. September 1925 in Neustadt an der Haardt.
Bis 1929 war Berni Führer des einzigen noch bestehenden SS-Sturms der Pfalz. 1929 wurde er zum SS-Standartenführer in der Pfalz und im Saargebiet ernannt. Im Jahr 1929 wurde Berni von der Reichsleitung beauftragt, weitere SS-Stürme zu gründen, und er wurde laut eigenem Bekunden zum „Standartenverwalter“ ernannt. Am 2. Juli 1930 „wurden die pfälzischen SS-Stürme in der Standarte XXXII zusammengefasst“, und Berni war bis November 1931 Führer der 290 Mann starken Standarte, die ab 1932 als 10. SS-Standarte „Pfalz“ geführt wurde.

### Pirmasenser Bombenaffäre
In der Nacht zum 22. Juni 1931 wurde ein Sprengstoffanschlag auf das Haus des Pirmasenser NSDAP-Ortsgruppenleiters Rudolf Ramm verübt, bei dem geringer Sachschaden entstand. Ramm hatte kurz zuvor, unterstützt von Berni, seinen Rivalen Richard Mann als Ortsgruppenleiter abgelöst. Für den Anschlag wurden zwei junge Männer verurteilt, die angaben, aus unpolitischen Motiven gehandelt zu haben. Laut anonymen Briefen an die Ermittlungsbehörden hatte Berni den Anschlag organisiert; er sei als „Reklame“ für den neuen Ortsgruppenleiter Ramm gedacht gewesen. Nach heutigem Kenntnisstand ist es sehr wahrscheinlich, dass der Anschlag von Berni mit Wissen Ramms organisiert wurde.
Im Oktober 1931 brachte Berni 40 Sprengkörper nach Pirmasens, die Theodor Eicke, Führer des II. Sturmbanns der 10. SS-Standarte, auf Bernis Befehl hergestellt hatte. Die Existenz der Sprengkörper wurde Bernis innerparteilichen Gegnern in Pirmasens bekannt. Nach parteiinternen Untersuchungen wurde Berni am 7. November aus Partei und SS ausgeschlossen, da sein Verhalten der damaligen Parteistrategie, die Macht auf legalem Wege zu erobern, widersprach. Am 16. Februar 1932 wurde Berni wieder in Partei und SS aufgenommen, ein damals gängiges Vorgehen der NSDAP. Die Führung der 10. SS-Standarte behielt sein Nachfolger Theodor Eicke.
Bereits am 30. November 1931 hatte Berni sich selbst bei der Pirmasenser Polizei angezeigt, jedoch alle Vorwürfe geleugnet. Ob er aus „banale[r] Dummheit“ handelte oder darauf setzte, dass die NS-nahe Pirmasenser Polizei keine ernsthaften Ermittlungen durchführen werde, ist nicht bekannt. Ermittlungen der Ludwigshafener Polizei und Aussagen Bernis sowie des im März 1932 verhafteten Eickes führten zur Anklageerhebung gegen Berni, Eicke und weitere Nationalsozialisten. Am 15. Juli 1932 wurde Berni vom Amtsgericht Pirmasens zu zwei Jahren Zuchthaus verurteilt. Der Historiker Niels Weise bezeichnet das Urteil als skandalös; das Gericht habe „gleichsam händeringend Argumente gesucht, die sich für die Angeklagten ins Feld führen ließen“; relevante Ermittlungen seien nicht berücksichtigt worden. Beispielsweise wird im Urteil das Vorleben der Angeklagten – „von einer geringe[n] Geldstrafe“ Bernis abgesehen – als „tadelsfrei“ bezeichnet. Bernis Vorstrafenregister umfasste Verurteilungen wegen Sachbeschädigung (1923), wegen Körperverletzung (1926), wegen Körperverletzung und fahrlässiger Tötung (1931) sowie eine zweimonatige Gefängnisstrafe wegen einer weiteren Körperverletzung (1932). Die „Pirmasenser Bombenaffäre“, wie die Vorgänge später bezeichnet wurden, „erregten über die Pfalz hinaus großes Aufsehen“.

### Zeit des Nationalsozialismus
Nach der Machtübertragung an die Nationalsozialisten wurde Berni am 11. März 1933 vorzeitig aus dem Zuchthaus Ebrach entlassen. Zunächst Führer der Hilfspolizei in Pirmasens, gehörte er in der SS von 1934 bis 1935 dem SS-Abschnitt XXIX an, wechselte dann zur SS-Standarte 10 und wurde am 1. April 1936 SS-Standartenführer im Oberabschnitt Südwest der Standarte 10. Damit war er Standortführer der SS in Pirmasens.
Am 19. Dezember 1936 erschoss Berni auf einer Weihnachtsfeier in angetrunkenem Zustand den SS-Mann Georg Haus bei dem Versuch, diesem eine Bierflasche vom Kopf zu schießen. Bernis Alkoholprobleme waren in der Partei bekannt. Er wurde daraufhin aller Ämter enthoben, verlor seine Auszeichnungen und verbrachte den Jahreswechsel in „Schutzhaft“ im KZ Dachau. Am 12. Januar 1937 wurde er zu zwei Jahren Haft verurteilt. Gauleiter Josef Bürckel setzte sich im April 1937 in einem Gnadengesuch an Philipp Bouhler für Berni ein: Bürckel zufolge handelte sich bei Berni um einen „äußerst verdiente[n] Kämpfer der Partei“; er sei der dienstälteste Standartenführer Deutschlands. Die Besorgung des Sprengstoffs 1931 sei in höherem Auftrag erfolgt, so Bürckel. Die Strafe wurde ab dem 20. September 1937 zur Bewährung ausgesetzt. Berni verdiente sich daraufhin seinen Lebensunterhalt als Betriebsleiter bei der Saartal AG. Am 25. Mai 1941 wurde er nach einer Verwarnung durch Adolf Hitler wieder in die NSDAP aufgenommen. Durch Betreiben Bürckels erhielt er 1942 das Goldene Parteiabzeichen zurück.